# Laissaud
Laissaud és un municipi francès situat al departament de la Savoia i a la regió d'Alvèrnia-Roine-Alps. L'any 2007 tenia 593 habitants.

## Demografia

### Població
El 2007 la població de fet de Laissaud era de 593 persones. Hi havia 226 famílies de les quals 44 eren unipersonals (16 homes vivint sols i 28 dones vivint soles), 71 parelles sense fills, 95 parelles amb fills i 16 famílies monoparentals amb fills.
La població ha evolucionat segons el següent gràfic:
Habitants censats

### Habitatges
El 2007 hi havia 253 habitatges, 238 eren l'habitatge principal de la família, 6 eren segones residències i 9 estaven desocupats. 211 eren cases i 40 eren apartaments. Dels 238 habitatges principals, 181 estaven ocupats pels seus propietaris, 52 estaven llogats i ocupats pels llogaters i 5 estaven cedits a títol gratuït; 3 tenien una cambra, 14 en tenien dues, 31 en tenien tres, 63 en tenien quatre i 127 en tenien cinc o més. 199 habitatges disposaven pel capbaix d'una plaça de pàrquing. A 84 habitatges hi havia un automòbil i a 139 n'hi havia dos o més.

### Piràmide de població
La piràmide de població per edats i sexe el 2009 era:
| Homes | Edats   | Dones |
| ----- | ------- | ----- |
| 0     | 95 o +  | 0     |
| 0     | 90 a 94 | 0     |
| 8     | 85 a 89 | 0     |
| 4     | 80 a 84 | 8     |
| 8     | 75 a 79 | 20    |
| 8     | 70 a 74 | 4     |
| 4     | 65 a 69 | 16    |
| 12    | 60 a 64 | 4     |
| 8     | 55 a 59 | 16    |
| 20    | 50 a 54 | 24    |
| 24    | 45 a 49 | 20    |
| 28    | 40 a 44 | 20    |
| 12    | 35 a 39 | 28    |
| 28    | 30 a 34 | 24    |
| 12    | 25 a 29 | 8     |
| 20    | 20 a 24 | 16    |
| 4     | 15 a 19 | 20    |
| 36    | 10 a 14 | 20    |
| 16    | 5 a 9   | 12    |
| 8     | 0 a 4   | 16    |

## Economia
El 2007 la població en edat de treballar era de 400 persones, 312 eren actives i 88 eren inactives. De les 312 persones actives 301 estaven ocupades (167 homes i 134 dones) i 11 estaven aturades (4 homes i 7 dones). De les 88 persones inactives 32 estaven jubilades, 23 estaven estudiant i 33 estaven classificades com a «altres inactius».

### Ingressos
El 2009 a Laissaud hi havia 246 unitats fiscals que integraven 630 persones, la mediana anual d'ingressos fiscals per persona era de 21.369 €.

### Activitats econòmiques
Dels 32 establiments que hi havia el 2007, 2 eren d'empreses extractives, 1 d'una empresa de fabricació d'elements pel transport, 9 d'empreses de construcció, 8 d'empreses de comerç i reparació d'automòbils, 2 d'empreses d'hostatgeria i restauració, 1 d'una empresa d'informació i comunicació, 1 d'una empresa financera, 2 d'empreses immobiliàries, 2 d'empreses de serveis i 4 d'empreses classificades com a «altres activitats de serveis».
Dels 15 establiments de servei als particulars que hi havia el 2009, 1 era un taller de reparació d'automòbils i de material agrícola, 1 taller d'inspecció tècnica de vehicles, 3 paletes, 1 guixaire pintor, 2 fusteries, 2 electricistes, 1 perruqueria, 1 restaurant, 1 agència immobiliària i 2 salons de bellesa.
Dels 2 establiments comercials que hi havia el 2009, 1 era un supermercat i 1 una joieria.
L'any 2000 a Laissaud hi havia 10 explotacions agrícoles que ocupaven un total de 322 hectàrees.

## Equipaments sanitaris i escolars
L'únic equipament sanitari que hi havia el 2009 era una farmàcia.
El 2009 hi havia una escola elemental integrada dins d'un grup escolar amb les comunes properes formant una escola dispersa.

## Poblacions més properes
El següent diagrama mostra les poblacions més properes.